# Richard Peinlich
Richard Peinlich (* 5. Mai 1819 in Graz als Gabriel Peinlich; † 29. Juli 1882 ebenda) war ein österreichischer Benediktiner und Historiker.

## Leben
Peinlich absolvierte das Grazer Gymnasium und studierte anschließend Theologie an der Universität Graz. Wann er seinen Doktorgrad erworben hat, ist nicht bekannt. Er trat am 2. Januar 1838 in das Benediktinerstift Admont ein. 1841 legte er die Profess ab und erhielt den Ordensnamen Richard. Seine Priesterweihe erfolgte 1842. Er wurde 1844 Präfekt im k. k. Konvikt von Graz, 1848 Religionslehrer am dortigen Gymnasium. In der stürmischen Zeit von 1848 war er Kaplan der Akademischen Legion in Graz, dann Feldkaplan des steirischen Freikorps im Ersten Italienischen Unabhängigkeitskrieg. 
Peinlich wurde Professor der deutschen Sprache am k. k. Gymnasium in Judenburg, im Oktober 1851 am katholischen Obergymnasium in Ofen. Dort war er unter anderem Redakteur des Wochenblatts Der katholische Christ. 1854 erhielt er eine Professur am k. k. Staatsgymnasium in Graz. Dort wurde er 1861 Direktor der Schule. 1863 ernannte ihn der Fürstbischof von Seckau Joseph Adam von Arco zum Geistlichen- und Konsistorialrat, 1870 erhielt er außerdem den Titel eines k. k. Schulrats und schließlich 1875 den eines k. k. Regierungsrats. 1878 wurde er in den Ruhestand versetzt.
Peinlich war Mitglied mehrerer gelehrter Gesellschaften, unter anderem seit 1869 des Historischen Vereins für Steiermark, dessen Vorsitzender er ab 1873 war. Er wurde von Caroline von Frast porträtiert.

## Werke (Auswahl)
- Die Weihe des Lebens von der Wiege bis zum Sarge, Braumüller, Wien 1861.
- Blätter der Erinnerung an die Fahnenweihe des Bürger-Corps zu Graz am 15. Sept. 1861, Kienreich, Graz 1861.
- Geschichte des Gymnasiums in Graz, 3 Teile, Graz 1864–1874.
- Einiges über die Lebens- und Wirthschafts-Verhältnisse von Graz im 16. Jahrhunderte: eine Causerie auf archivalischem Boden, Graz 1869.
- Die steierischen Landschaftsmathematiker vor Kepler. In: Archiv der Mathematik und Physik 54 (1872), S. 470–492 (Separatdruck, Graz 1872).
- "Die Egkennperger Stifft" zu Graz im XV. und XVI. Jahrhunderte, Graz 1875.
- Geschichte der Pest in Steiermark, Vereinsbuchdruckerrei, Graz 1877–1878.
- Die ältere Ordnung und Verfassung der Städte in Steiermark, Vereinsbuchdruckerrei, Graz 1879.